# 妮琪·班茲
妮琪·班茲（英語：Nikki Benz，1981年12月11日—），是一名烏克蘭裔加拿大色情女星，也是《閣樓》雜誌2011年度寵物。现居住于美国加州洛杉矶市。

## 早年
妮琪·班茲出生於烏克蘭馬里烏波爾，她父親的家庭是加拿大人。在7歲時，她隨著父母移民到加拿大。並在多倫多成長。

## 生涯

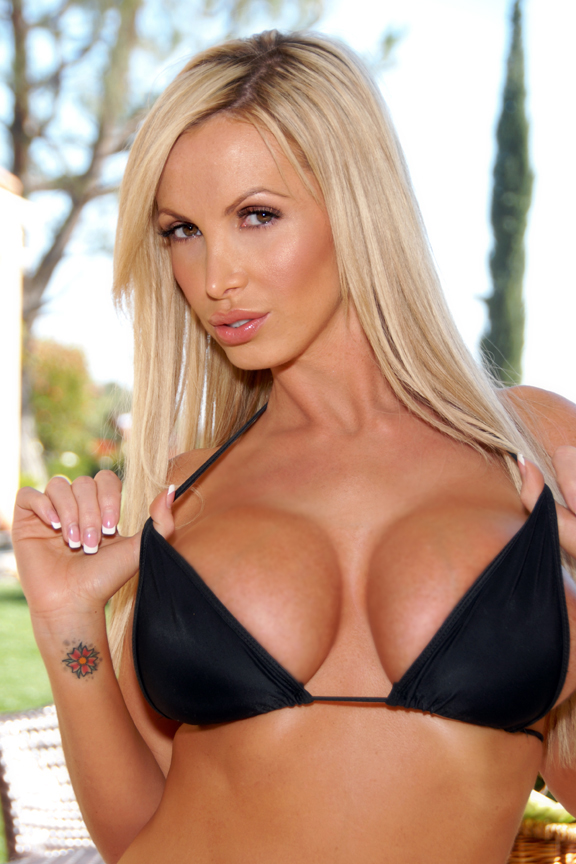
班茲於2009年3月的寫真

妮琪·班茲在21歲生日後不久結識成人影片導演，從此進入成人業界。她在2003年1月與 Pleasure Productions 簽下合約，與吉娜·琳拍攝第一部性愛場景（《Strap On Sally 20》），再與知名男星班·英格利許（Ben English）拍攝第一部男女性愛場景（《The Sweetest Thing》）。合約期滿後，班茲前往洛杉磯，於2004年9月與吉兒·凱莉製作公司簽下合約。
2005年9月，她與 TeraVision 簽約。
班茲曾拍攝許多知名成人雜誌，如《閣樓》、《上流社會》、《創世紀》、《Oui》、《Cheri》、《好色客》、《俱樂部》、《俱樂部國際版》。她為2004年4月閣樓寵物，並曾是閣樓雜誌2008年5月的封面女郎。班茲被選為閣樓雜誌2011年年度寵物。
她曾在KSEX電視台與蕾西·哈特、艾希莉·史提爾（Ashley Steele）、史多美·丹尼爾、泰勒·費絲（Tyler Faith）等人主持節目《Contract Superstars》，但因時間無法配合而離開。2010年4月，她與莉薩·安、西恩·麥可斯（Sean Michaels）共同主持X級評論組織獎（XRCO Award）。
班茲多次出現在福斯體育網的節目《Cubed》，扮演愛說俏皮話、精通體育的女清潔工。

## 獎項

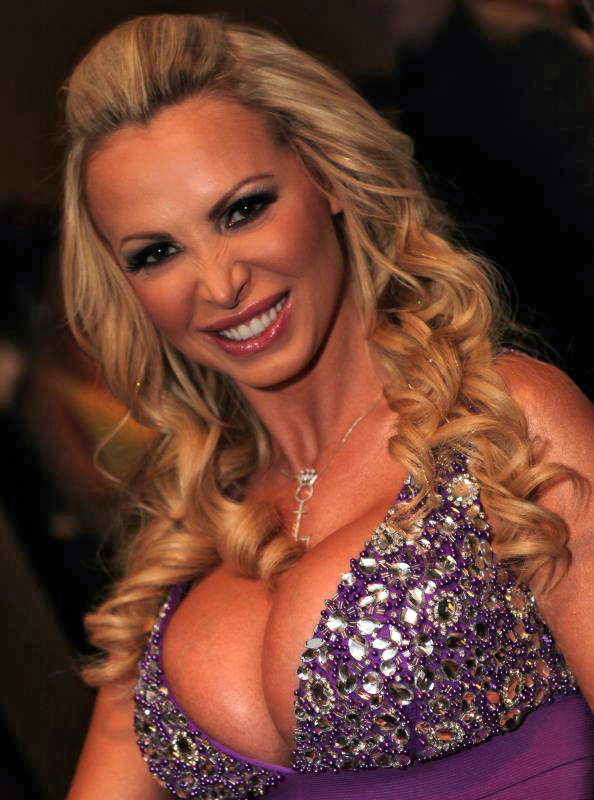
2013年，班茲於AVN獎會場

- 2006年成人影帶新聞獎提名–最佳情侶性愛場景（錄影帶類）–《Take No Prisoners》
- 2006年成人影帶新聞獎提名–最佳女配角（錄影帶類）–《Jack's Teen America 2》
- 2006年成人影帶新聞獎提名–最佳挑逗演出–《Take No Prisoners》
- 2006年成人夜總會和脫衣舞孃獎（Adult Night Club & Exotic Dancer Awards）提名–年度表演者
- 2007年成人夜總會和脫衣舞孃獎提名–年度色情表演者
- 2008年成人影帶新聞獎提名–最佳三人性愛場景–《Meet the Fuckers 6》
- 2008年F.A.M.E.獎提名–最火熱胴體[15]
- 2010年XBIZ獎提名–年度色情明星網站
- 2010年XBIZ獎提名–年度女表演者
- 2010年XBIZ獎提名–年度跨界明星
- 2010年成人影帶新聞獎提名–最佳全女性三人性愛場景–《Penthouse: Slave for a Night》[16]
- 2010年成人夜總會和脫衣舞孃獎提名–年度色情表演者
- 2010年F.A.M.E.獎提名–最火熱胴體、最受歡迎女星、最受歡迎胸部[17]

## 外部連結
- 官方网站
- 成人電影資料庫上妮琪·班茲的资料（英文）
- 妮琪·班茲在網際網路成人電影資料庫
- 妮琪·班茲在互联网电影资料库（IMDb）上的資料（英文）